# Distrito de Kiskőrös
El distrito de Kiskőrös (húngaro: Kiskőrösi járás) es un distrito húngaro perteneciente al condado de Bács-Kiskun.
En 2013 tenía 54 807 habitantes. Su capital es Kiskőrös.

## Municipios
El distrito tiene 4 ciudades (en negrita) y 11 pueblos (población a 1 de enero de 2012):
- Akasztó (3230)
- Bócsa (1830)
- Császártöltés (2323)
- Csengőd (2020)
- Fülöpszállás (2278)
- Imrehegy (694)
- Izsák (5904)
- Kaskantyú (926)
- Kecel (8687)
- Kiskőrös (14 259) – la capital
- Páhi (1184)
- Soltszentimre (1261)
- Soltvadkert (7433)
- Tabdi (1076)
- Tázlár (1702)